# Жуль Монсає
Жуль Монсає (фр. Jules Monsallier, 23 січня 1907, Булонь-Біянкур — 4 вересня 1972, Террассон-Лавільдьє) — французький футболіст, що грав на позиції нападника. Виступав, зокрема, у складі клубів «Стад Франсе», «Ред Стар», «Сет», а також національної збірної Франції.
Дворазовий Чемпіон Франції, володар Кубка Франції.

## Титули і досягнення
- Чемпіон Франції: (2):

«Стад Франсе»: 1928
«Сет»: 1933-34
- Володар Кубка Франції: (1):

«Сет»: 1933-34
- Переможець Чемпіонату Парижу (1):

«Стад Франсе»: 1928
| Дата       | Місто  | Господарі | Результат | Гості      | Турнір           | Голи | Примітки |
| ---------- | ------ | --------- | --------- | ---------- | ---------------- | ---- | -------- |
| 17/05/1928 | Париж  | Франція   | 1 – 5     | Англія     | товариський матч | -    |          |
| 15/03/1931 | Коломб | Франція   | 1 – 0     | Німеччина  | товариський матч | -    |          |
| 12/01/1936 | Париж  | Франція   | 1 – 6     | Нідерланди | товариський матч | -    |          |
| Усього     |        | Матчів    | 3         |            | Голів            | 0    |          |